# Stantsionni
Stantsionni (del ruso: Станцио́нный) es un posiólok del raión de Apsheronsk del krai de Krasnodar, en Rusia. Está situado en las vertientes septentrionales del Cáucaso Occidental, a orillas del río Pshish, 20 km al oeste de Apsheronsk y 77 km al sureste de Krasnodar, la capital del krai. Tenía 976 habitantes en 2010
Pertenece al municipio Kurinskoye.

## Transporte
Cuenta con una estación (Jadyzhenskaya) en el ferrocarril Armavir-Tuapsé.